# Ahmednagar
Ahmednagar è una città dell'India di 307 455 abitanti, capoluogo del distretto di Ahmednagar, nello stato federato del Maharashtra. In base al numero di abitanti la città rientra nella classe I (da 100 000 persone in su).

## Geografia fisica
La città è situata a 19° 4' 60 N e 74° 43' 60 E e ha un'altitudine di 648 m s.l.m..

## Società

### Evoluzione demografica
Al censimento del 2001 la popolazione di Ahmednagar assommava a 307 455 persone, delle quali 159 409 maschi e 148 046 femmine. I bambini di età inferiore o uguale ai sei anni assommavano a 36 834, dei quali 19 709 maschi e 17 125 femmine. Infine, coloro che erano in grado di saper almeno leggere e scrivere erano 238 344, dei quali 130 591 maschi e 107 753 femmine.